# Phyllonorycter etnensis
Phyllonorycter etnensis är en fjärilsart som beskrevs av Lastuvka 2006. Phyllonorycter etnensis ingår i släktet guldmalar, och familjen styltmalar.
Artens utbredningsområde är Italien. Inga underarter finns listade i Catalogue of Life.